# Pegunungan Takolekaju
Pegunungan Takolekaju är en bergskedja i Indonesien. Den ligger i den centrala delen av landet, 1 600 km öster om huvudstaden Jakarta.